# Eupogonius fuscovittatus
Eupogonius fuscovittatus là một loài bọ cánh cứng trong họ Cerambycidae.